# Battleship (Film)
Battleship ist ein US-amerikanischer Science-Fiction-Actionfilm aus dem Jahr 2012. Der Film entstand unter der Regie von Peter Berg und ist mit Taylor Kitsch, Alexander Skarsgård, Brooklyn Decker, Rihanna und Liam Neeson in den Hauptrollen besetzt. In den deutschen Kinos lief Battleship am 12. April 2012 an, während er in den Vereinigten Staaten erst am 18. Mai in den Kinos startete.

## Handlung
Im Jahr 2005 entdeckt die NASA einen erdähnlichen Planeten, auf dem man sich intelligentes Leben erhofft. Über eine Satellitenstation auf Hawaii sendet sie ein Signal an einen speziellen Satelliten im Orbit der Erde, der das Signal verstärkt und in Richtung des neu entdeckten Planeten schickt. Etwa zur selben Zeit feiert Alex Hopper mit seinem Bruder Stone feucht-fröhlich seinen Geburtstag in einer Bar. Dabei versucht er die Aufmerksamkeit einer Frau auf sich zu lenken, indem er ihr einen „Chicken Burrito“ besorgen will. Hierfür bricht er in ein nahes Geschäft ein und wird vor ihren Augen von der Polizei gestellt. Von seinem aufgebrachten Bruder erfährt Alex, dass es sich bei Samantha um die Tochter von Admiral Shane, dem Vorgesetzten von Stone Hopper, handelt. Um seinem Bruder ein ziviles Strafverfahren zu ersparen, bietet Stone an, dass Alex sich bei ihm in der Navy einschreibt.

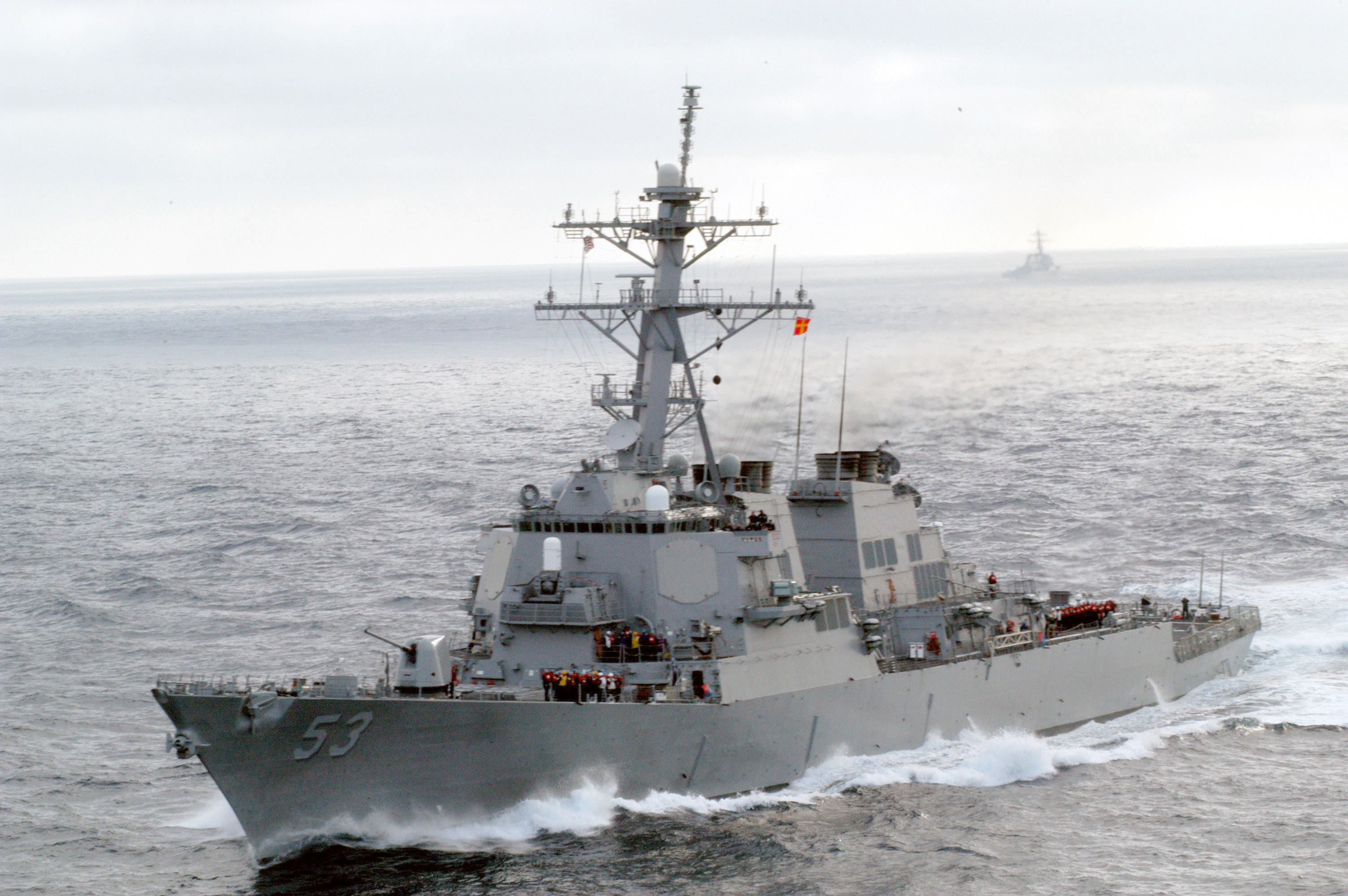
Die USS John Paul Jones

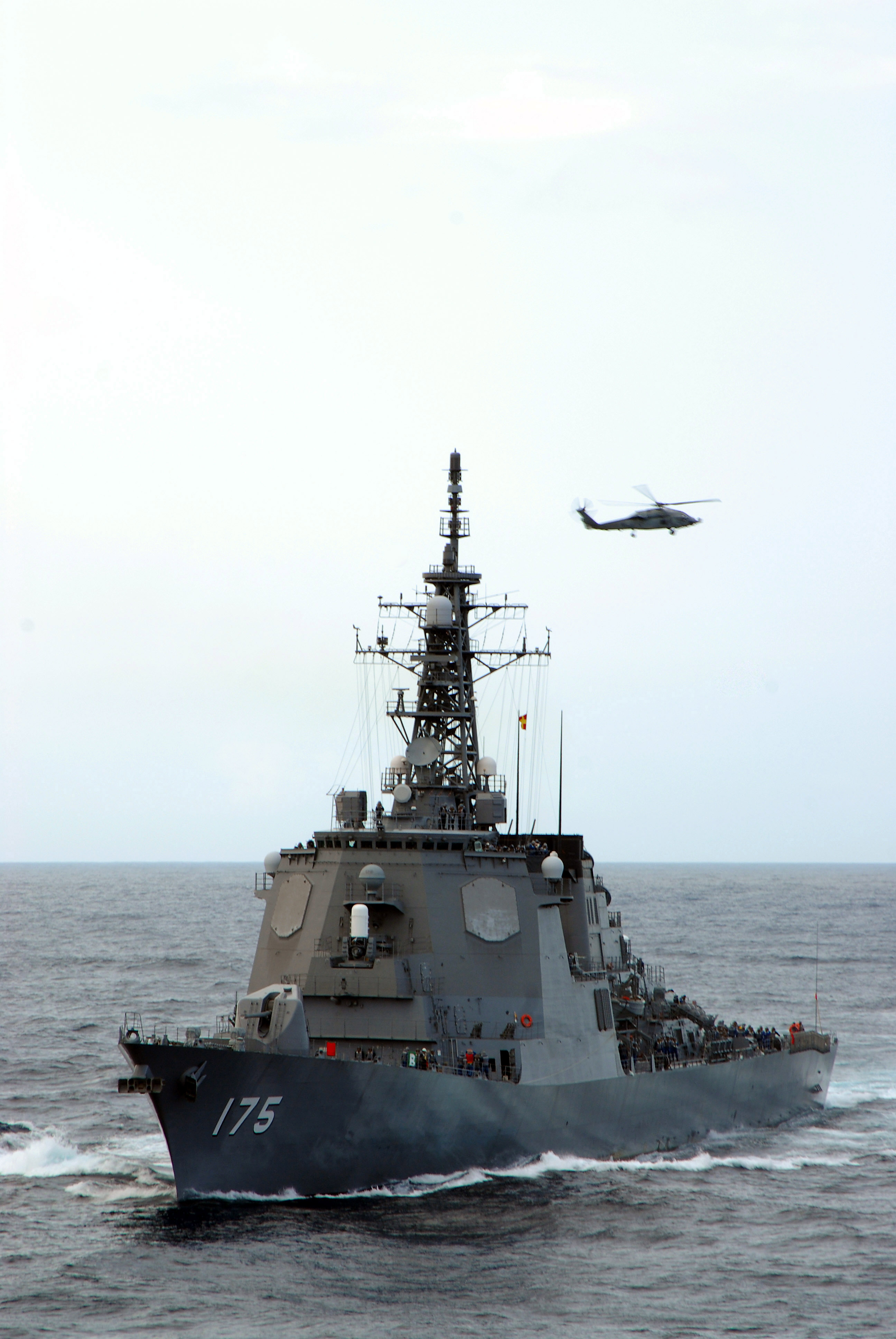
Die Myōkō

Jahre später ist Alex Lieutenant der Navy und als Waffenoffizier auf dem Lenkwaffenzerstörer John Paul Jones stationiert. Alex ist inzwischen mit Samantha liiert, traut sich jedoch nicht, deren Vater bzw. seinen Vorgesetzten um die Hand seiner Tochter zu bitten. Zum gleichen Zeitpunkt beginnt vor der Küste Hawaiis das große internationale Flottenmanöver RIMPAC. Nach der Eröffnungszeremonie gerät Alex mit dem japanischen Kapitän Nagata aneinander, was zu einer Rüge durch Admiral Shane führt. Als ein weiterer von vielen Fehltritten soll dies zu Alex’ Ausschluss aus der Navy führen, sobald das Manöver beendet ist.
Als die internationale Flotte ausläuft, werden im Weltraum fünf Objekte entdeckt, die sich der Erde im Formationsflug nähern. Eines davon kollidiert mit einem Satelliten im Orbit und stürzt mitten in Hongkong ab. Die restlichen Flugkörper landen im Ozean vor Hawaii. Daher werden mit der Sampson unter Stone Hoppers Kommando, der Myōkō unter Nagatas Befehl und der John Paul Jones mit Alex an Bord drei Zerstörer entsandt, um die empfangenen Signale zu untersuchen. Von dem in Hongkong geborgenen Flugobjekt wird derweil vermutet, dass es sich um eine Kommunikationseinheit nicht-irdischen Ursprungs handelt.
Die drei Zerstörer entdecken im Meer vor Hawaii ein aus dem Wasser ragendes Gebilde, das aber von den Radargeräten nicht erfasst werden kann. Alex wird mit den Besatzungsmitgliedern Raikes und Beast zur Untersuchung losgeschickt. Das Gebilde entpuppt sich als Raumschiff, das durch eine Berührung von Alex erwacht und einen Energieschild von rund 200 Seemeilen Durchmesser aufbaut, der die drei Schiffe sowie die hawaiianische Inselgruppe von der Außenwelt abschneidet. Als drei weitere Alien-Raumschiffe aus dem Wasser auftauchen und sich gegenüber den drei Zerstörern in Position begeben, eröffnet die Sampson das Feuer. Als Reaktion darauf wird sie von einem der Raumschiffe zerstört, wobei auch Stone Hopper umkommt. Auch die John Paul Jones wird angegriffen und beschädigt, wobei ihre kommandierenden Offiziere umkommen. So muss Alex als nun ranghöchster Offizier das Kommando übernehmen. Er befiehlt den Angriff, bricht diesen auf Anraten der Besatzung jedoch ab, nachdem die Myōkō ebenfalls versenkt worden ist, um stattdessen Überlebende aus dem Wasser zu bergen und sich zurückzuziehen.
Die gegnerischen Raumschiffe, die sich stets in der Nähe der Wasseroberfläche aufhalten, können weder über Radar noch per Sicht erfasst werden. Kapitän Nagata, der zu den Überlebenden der Myōkō zählt, schlägt deshalb vor, sie über das Tsunami-Warnsystem der NOAA zu lokalisieren. Das System meldet über ein Netz von Bojen die Wellenbewegungen, und durch die Wasserverdrängung der Raumschiffe lässt sich so deren Standort ermitteln. Alex übergibt das Kommando an Nagata, und dieser lässt die Raumschiffe unter Beschuss nehmen, dabei riskierend, selbst entdeckt zu werden. Es gelingt, zwei der Raumschiffe zu vernichten. Das verbliebene dritte Raumschiff macht nun Jagd auf den Zerstörer.
Inzwischen hat Samantha zusammen mit dem ehemaligen Soldaten Mick Canales entdeckt, dass ein Trupp Außerirdischer die Satellitenstation auf Oʻahu eingenommen hat. Sie treffen auf den von dort entkommenen Wissenschaftler Cal, der vermutet, dass die Aliens die Station betriebsbereit machen wollen, um Kontakt mit ihrer Heimatwelt aufzunehmen, da ihre eigene Kommunikationsstation beim Anflug auf die Erde zerstört worden ist. Cal gelingt es, eine Funkverbindung mit der John Paul Jones aufzubauen, und Samantha bittet Alex, die Satellitenstation zu zerstören.
Alex nutzt die Deckung der Küste, um dem verbliebenen Raumschiff aufzulauern. Als es die John Paul Jones erreicht, schießen Alex und Nagata mit Scharfschützengewehren auf die Brücke des gegnerischen Schiffes und zerstören die Verglasung, die den lichtempfindlichen Außerirdischen als Blendschutz gedient hat. Geblendet von der eben aufgehenden Sonne, können sie dem konzentrierten Angriff der John Paul Jones nicht entgehen und das Raumschiff wird zerstört. Dennoch können die Außerirdischen noch zwei autarke Kampfmaschinen freisetzen, die sich in die John Paul Jones fräsen und den Zerstörer von innen förmlich auflösen. Die Besatzung um Alex entkommt in Rettungsbooten.

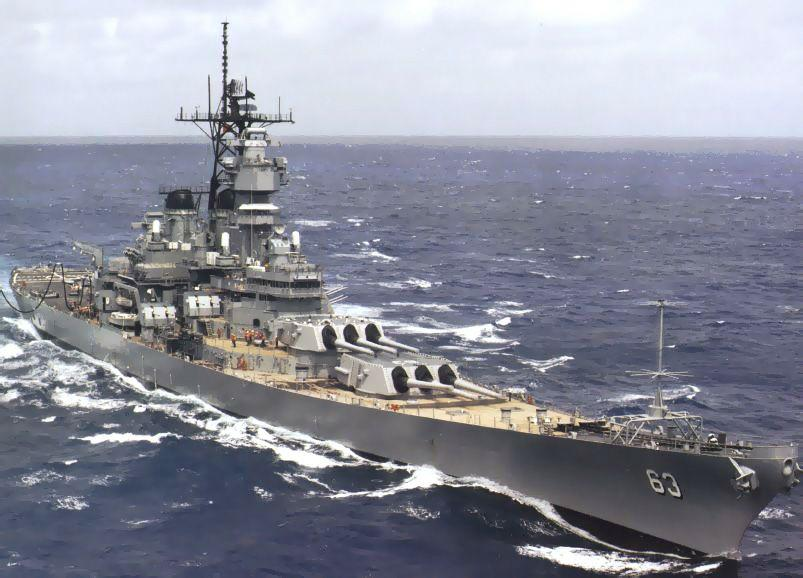
Die USS Missouri

Mittlerweile gelingt es Samantha und ihren Begleitern zwar, die Bemühungen der Außerirdischen zu sabotieren. Um jedoch die Aliens endgültig zu besiegen, muss die Besatzung der John Paul Jones das seit Ende des Zweiten Weltkriegs außer Dienst stehende Museumsschlachtschiff Missouri reaktivieren, für welches sie keine Ausbildung haben. Erst mithilfe der Veteranen an Bord der Missouri können sie das Schiff wieder flottmachen und attackieren das letzte und größte Raumschiff der Außerirdischen. Mit einer taktischen Navigationsfinte gelingt es Alex zunächst, das Raumschiff derart zu zerstören, dass dessen Energieschild zusammenbricht. Mit der letzten verbliebenen Granate gelingt es der Missouri, die Satellitenanlage kurz vor deren Inbetriebnahme durch die Außerirdischen zu vernichten. Kurz vor seinem Untergang setzt das große Alien-Raumschiff noch drei der Kampfmaschinen frei, die schon die John Paul Jones versenkt haben. Bevor diese jedoch das Schlachtschiff erreichen, werden sie von eintreffenden Kampfflugzeugen der RIMPAC-Flotte zerstört.
Die beteiligten Offiziere werden von Admiral Shane für ihre Tapferkeit während der vorangegangenen Ereignisse ausgezeichnet. Nach dem Ende der Zeremonie hält Alex bei Shane um die Hand von Samantha an. Dieser weist Alex zunächst zurück, lädt ihn dann aber zu einer Portion „Chicken Burrito“ ein, um das Thema weiter zu verfolgen.
Am Ende des Abspanns sieht man drei Kinder in Schottland, die ein weiteres kleines, abgestürztes Raumschiff auffinden.

## Hintergrund

### Namensgebung
Der Film und dessen Titel Battleship basieren auf dem gleichnamigen Brettspiel Schiffe versenken des Spielherstellers Hasbro, an das die Jagd auf die außerirdischen Raumschiffe mittels des Tsunami-Warnsystems erinnert. So sind auch die Projektile der Artillerie in ihrer Form den Spielsteinen der Steckversion des Reisespiels nachempfunden. Darüber hinaus steht der Filmtitel in Bezug zum außer Dienst stehenden Schlachtschiff (= engl. Battleship) Missouri, das am Ende den Kampf entscheidet. Es wurde bereits in Alarmstufe: Rot filmisch thematisiert.

### Besetzung

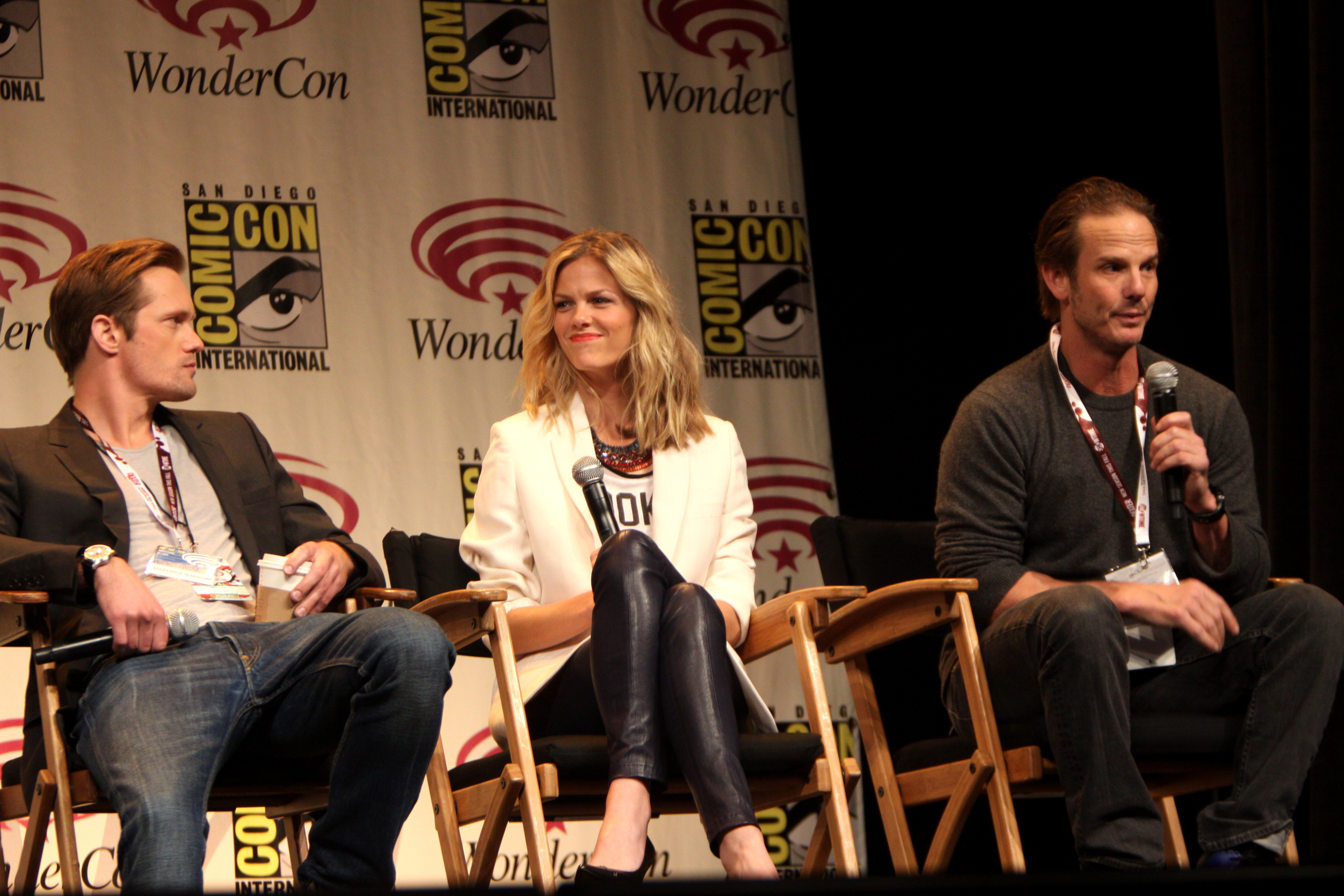
Die Darsteller Alexander Skarsgård und Brooklyn Decker mit Regisseur Peter Berg auf der WonderCon 2012

Der kanadische Schauspieler Taylor Kitsch, der Anfang des Jahres 2012 bereits mit dem Film John Carter – Zwischen zwei Welten in die Kinos gekommen war, übernahm mit der Figur Alex Hopper eine der Hauptrollen in Battleship. Für die Rolle war neben Kitsch auch Jeremy Renner im Gespräch gewesen, der jedoch wegen Terminkonflikten mit einem anderen Projekt absagen musste. Kitsch arbeitete hierbei erneut mit dem Schauspieler Jesse Plemons – in der Rolle des Flottenoffiziers Ordy – zusammen, der ebenso wie Kitsch in der Fernsehserie Friday Night Lights unter Peter Bergs Regie mitgewirkt hatte. Der schwedische Schauspieler Alexander Skarsgård wurde als Gegenstück zur Rolle Kitschs herangezogen und verkörpert den geradlinigen Bruder von Alex Hopper, Stone Hopper. Der Nachname Hopper wurde als Hommage an Admiralin Grace Hopper gewählt, einer Computerpionierin im Dienste der United States Navy Reserve, nach welcher der in Pearl Harbor stationierte Zerstörer Hopper der Arleigh-Burke-Klasse benannt ist.
Für die Rolle der Samantha sprachen Teresa Palmer sowie Rosie Huntington-Whiteley vor. Die Rolle wurde schließlich an Brooklyn Decker vergeben, die die Geliebte von Alex Hopper darstellt. Das ehemalige Model war erfreut, an den Dreharbeiten unter Regisseur Peter Berg mitwirken zu können, da sie dessen ernstzunehmendere Darstellung von Frauen schätzte. Sie spielt die Tochter von Admiral Shane, welcher von Liam Neeson verkörpert wird. Neeson wurde von Peter Berg angesprochen und sagte zu, da er den Regisseur noch als Schauspieler aus den achtziger Jahren kannte. Allerdings beschränkt er sich auf eine Nebenrolle, für die er nur eine knappe Woche drehen musste.
Ende Juli 2010 wurde bekannt, dass die R&B-Sängerin Rihanna in Battleship ihr Schauspieldebüt geben werde. Laut Peter Berg war Rihanna eine gute Besetzung für die Rolle gewesen, und er lobte ebenso wie Schauspielerkollegin Brooklyn Decker ihre Arbeitseinstellung während der Dreharbeiten. Rihanna selbst gab an, die Dreharbeiten genossen zu haben, da sie bei der Produktion von Battleship nur eine Nebenrolle gespielt habe und nicht wie bei ihren Musikproduktionen die Verantwortung habe tragen müssen. Nach einem Auftritt in dem Dokumentationsfilm Wounded Warriors' Resilience gab auch Gregory D. Gadson sein Spielfilmdebüt in Battleship, wo er die Rolle des Mick Canales spielt, eines Soldaten, der beide Beine verloren hat. Gadson, selbst hochdekorierter Offizier der US-amerikanischen Armee, verlor im Jahr 2007 seine Beine, die inzwischen durch Prothesen ersetzt wurden. Inzwischen ist Gadson in Fort Belvoir in North Carolina der erste und bislang einzige Garnisonskommandant der US-amerikanischen Streitkräfte, dem beide Beine amputiert wurden. Berg, der durch die Medien von Gadson erfahren hatte, bot ihm daraufhin die Rolle in Battleship an, welche Gadson gern annahm. Für die Besetzung der Rollen der Veteranen wurden echte Veteranen ausgewählt, die zuvor auf der USS Missouri gedient hatten, einige von ihnen sogar bereits im Zweiten Weltkrieg. In einem Cameo-Auftritt ist der von 2009 bis 2017 amtierende Marinestaatssekretär Ray Mabus als Kommandant der USS Ronald Reagan zu sehen.

### Produktion
Die Dreharbeiten von Battleship erfolgten unter anderem Ende August 2010. Es wurde auf den hawaiianischen Inseln Maui und Oʻahu gefilmt. Dreharbeiten in der australischen Stadt Gold Coast kamen aufgrund mangelnder Förderung durch die Regierung nicht zustande. Außerdem wurde in San Antonio in Texas sowie in San Diego und Los Angeles in Kalifornien gedreht. Weitere Aufnahmen entstanden in der chinesischen Metropole Hongkong, hinzu kamen Studioaufnahmen, die unter anderen in den Raleigh Studios in Baton Rouge, Louisiana, produziert wurden. Bei den Nachrichtensequenzen, die die Aufstände während der drohenden Apokalypse zeigen, handelt es sich um reale Aufnahmen, die während der Unruhen in England 2011 aufgezeichnet wurden. Die Szene, in der Alex Hopper auf der Suche nach einem Chicken Burrito in ein Lebensmittelgeschäft einbricht, ist einem Überwachungsvideo nachempfunden, das als Viral Video bei YouTube Bekanntheit erlangte.
Peter Berg verzichtete darauf, Battleship in 3D zu produzieren. Obwohl es sich für einen Film mit vielen animierten Elementen anbot, war der Regisseur kein Freund von 3D-Filmen, weshalb er in Einverständnis mit Universal Studios entschied, Battleship in 2D in die Kinos zu bringen.

### Filmmusik
Für den Soundtrack von Battleship zeichnet Steve Jablonsky verantwortlich. Dieser setzte für die musikalische Untermalung des Films neben neu komponierten Stücken auch mehrere bekannte Musikstücke ein, darunter mehrere Lieder der Rockband AC/DC (Hard as a Rock, Thunderstruck) und das Lied The Funeral von Band of Horses. Fortunate Son von Creedence Clearwater Revival bildet die musikalische Untermalung des Abspanns. Am 11. Mai 2012 wurde der Soundtrack zum Film von Colosseum Music Entertainment veröffentlicht, der 24 Musiktitel enthält.

### Veröffentlichung
Ursprünglich war der Film für Juli des Jahres 2011 angekündigt, wurde dann aber auf das Memorial-Day-Wochenende 2012 verschoben. Zwischenzeitlich war so auch der 25. Mai als Starttermin vermerkt. Universal Pictures und Hasbro begründeten diese Terminänderung damit, dass man dem Projekt mehr Zeit geben wolle. Schlussendlicher Starttermin in den Vereinigten Staaten war der 18. Mai 2012.
Der Film feierte seine Weltpremiere am 3. April 2012 in Tokio, Japan. Anschließend lief der Film am 11. und 12. April in 26 weiteren Ländern in Europa und Asien an, darunter auch Deutschland. Eine Woche später hatte der Film seine Premiere in Russland, mehreren osteuropäischen Ländern und Indien.

## Deutsche Synchronfassung
Die deutsche Synchronbearbeitung entstand nach einem Dialogbuch von Klaus Bickert.
In den Szenen, die Barack Obama bei Pressekonferenzen zeigen, wurde das US-amerikanische Staatsoberhaupt von Jörg Hengstler synchronisiert. Gerd Holtenau und Hasso Zorn übernahmen die Synchronisierung zweier Veteranen. Matthias Klages sprach die deutsche Synchronfassung mehrerer Rollen ein, darunter zweier Marineoffiziere der Dienstgrade Base Officer und Chief, eines Dispatchers, eines Radiosprechers sowie eines weiteren Mannes. Johannes Berenz lieh einem ranghöheren Navy-Mitglied seine Stimme, während Linus Drews die Rolle eines Jungen einsprach und Florian Krüger-Shantin als Mitglied des Verteidigungsstabs zu hören ist.
| Rolle                 | Darsteller          | Deutscher Sprecher  |
| --------------------- | ------------------- | ------------------- |
| Admiral Shane         | Liam Neeson         | Bernd Rumpf         |
| Samantha              | Brooklyn Decker     | Julia Kaufmann      |
| Alex Hopper           | Taylor Kitsch       | Björn Schalla       |
| Stone Hopper          | Alexander Skarsgård | Frank Schaff        |
| Raikes                | Rihanna             | Anja Stadlober      |
| Cal                   | Hamish Linklater    | Norman Matt         |
| Captain Brownley      | Rico McClinton      | Matti Klemm         |
| Dr. Nogrady           | Adam Godley         | Oliver Siebeck      |
| Jimmy                 | Kevin P. Kearns     | Michael Iwannek     |
| Mick Canales          | Gregory D. Gadson   | Charles Rettinghaus |
| Nagata                | Tadanobu Asano      | Toru Tanabe         |
| NASA-Direktor         | David Jensen        | Peter Reinhardt     |
| Verteidigungsminister | Peter MacNicol      | Tobias Meister      |
| The Beast             | John Tui            | Tommy Morgenstern   |
| Ordy                  | Jesse Plemons       | Nico Sablik         |
| Sampson Jood Strodell | Jerry Ferrara       | Jesco Wirthgen      |
| Watch Officer         | Rami Malek          | Roland Wolf         |

## Rezeption

### Einspielergebnisse
Trotz vielfacher Kritik brachte der Film kommerziellen Erfolg. So verdrängte Battleship den Science-Fiction-Film Die Tribute von Panem – The Hunger Games zum Startwochenende mit 390.000 Kinobesuchern von Platz eins der Kinocharts in Deutschland. Inklusive der Preview-Vorführungen verzeichnete Battleship am Startwochenende sogar 425.000 Besucher, womit der Film den zu diesem Zeitpunkt erfolgreichsten Kinostart des Jahres innerhalb Deutschlands hatte. Auch in der folgenden Woche blieb Battleship mit weiteren 200.000 Zuschauern in Deutschland in den Kinocharts vor Türkisch für Anfänger und Die Tribute von Panem. In der dritten Woche fiel der Film in Deutschland mit nur noch etwa 65.000 Besuchern auf den vierten Platz der Kinocharts, hinter The Lucky One und den erfolgreichen Neueinsteiger American Pie: Das Klassentreffen und Marvel’s The Avengers.
Ähnliche Erfolge verbuchte der Film auch in anderen Ländern: In 24 der 26 Länder, in denen Battleship am 11./12. April anlief, setzte sich der Film auf Platz eins der Kinocharts, in Südkorea hatte Battleship den bis zum damaligen Zeitpunkt dritterfolgreichsten Starttag eines englischsprachigen Filmes. In den 26 Ländern spielte Battleship am Startwochenende rund 58 Millionen Dollar ein. In Russland, wo der Film eine Woche später anlief, verbuchte Battleship rund 10,7 Millionen Dollar Einnahmen, womit der Film einen Marktanteil von 76 % belegte. In China hatte er mit geschätzten 17 Millionen Dollar Einnahmen aus 2.287 Vorführungen den größten Kinostart eines Universal-Films aller Zeiten. Nach dem internationalen Erfolg waren die Erwartungen an den späten US-Kinostart von Battleship hoch. Der Film konnte die jedoch nicht erfüllen, als er am Starttag nur 9,5 Millionen Dollar, am Startwochenende insgesamt nicht mehr als 25,4 Millionen Dollar einspielte.
Insgesamt wurden bei einem geschätzten Produktionsbudget von 209 Millionen US-Dollar in den Vereinigten Staaten über 65 Millionen US-Dollar eingespielt, weltweit spielte Battleship rund 303 Millionen US-Dollar ein.

### Kritiken
„Tumber Versuch, das Spiel ‚Schiffe versenken‘ zu einer Spielfilmhandlung auszubauen, der sich im Design an die ‚Transformers‘-Reihe anlehnt. Dabei gerät der Film zur martialischen, unreflektiert militaristischen und nationalistischen Materialschlacht voller logischer Brüche.“

„Mit ‚Battleship‘ serviert Regisseur Berg eine turbulente Seefahrt unter Dampf, aber ohne Tiefgang mit einer Menge kindischem Humor und krachender Action. Wer den offen praktizierten US-Patriotismus in diesem ‚Transformers auf See‘ gut verkraftet und sich einfach von den Zerstörungsorgien beeindrucken lassen will, ist bei ‚Battleship‘ im richtigen Film.“

„Wenn ein Film auf dem Spiel ‚Schiffe versenken‘ basiert, kann eigentlich nur Müll dabei herauskommen. Doch ‚Battleship‘ hat noch ganz andere Probleme als die hanebüchene Story. Zum Beispiel die grottenschlechten Schauspieler, allen voran Rihanna, die hier ihr desaströses Filmdebüt gibt.“

### Adaptionen
Am 24. April 2012 erschien in der US-amerikanischen Verlagsgruppe Random House der gleichnamige Roman Battleship, der von dem Science-Fiction-Autor Peter David geschrieben wurde. Er basiert auf dem Drehbuch von Erich und Jon Hoeber und gibt als Adaption der Handlung die Geschehnisse des Films wieder. Weiterhin erschien am 20. April 2012 auch eine neue Version eines Battleship-Videospiels. Das von Double Helix Games hergestellte und von Activision Blizzard vertriebene Spiel vereint die Genres Action und Strategie. Der Spieler kämpft in einer Nebenhandlung des Films an der Küste Hawaiis gegen die Außerirdischen, kommandiert zur gleichen Zeit jedoch auch einige Schiffe vor der Küste.
Im gleichen Jahr wurde mit American Warships ein Mockbuster veröffentlicht.

## Auszeichnungen
Im Jahr 2012 wurde Rihanna mit einem Teen Choice Award in der Kategorie Choice Movie Breakout ausgezeichnet. Bei den Annie Awards wurden Aron Bonar, Rick Hankins, Florent Andorra, Willi Geiger und Florian Witzel für einen Preis in der Kategorie Animated Effects in a Live Action Production nominiert.
Bei den Nominierungen zur Goldenen Himbeere 2013 erhielt Battleship sieben Nennungen in den sechs Kategorien „Schlechtester Film“, „Schlechtester Nebendarsteller“ für Liam Neeson, „Schlechteste Nebendarstellerin“ für Brooklyn Decker und für Rihanna, „Schlechteste Regie“ für Peter Berg, „Schlechtestes Drehbuch“ für Jon und Erich Hoeber sowie „Schlechtestes Ensemble“ für die gesamte Besetzung. Rihanna gewann letztlich die Goldene Himbeere als schlechteste Nebendarstellerin.